# Alpaida sulphurea
Alpaida sulphurea là một loài nhện trong họ Araneidae.
Loài này thuộc chi Alpaida. Alpaida sulphurea được Władysław Taczanowski miêu tả năm 1873.